# میرا کالیکس
شانتال فرانچسکا پاسامونته (۲۸ اکتبر ۱۹۶۹–۲۵ مارس ۲۰۲۲)، که به‌طور حرفه ای به عنوان میرا کالیکس شناخته می‌شود (‎/ˈmɪrə ˈkeɪlɪks/‎ MIRR-ə KAY-liks)، یک هنرمند و موسیقی‌دان متولد آفریقای جنوبی و ساکن بریتانیا بود که با وارپ قرارداد امضا کرد.
اگرچه موسیقی قبلی او تقریباً به‌طور انحصاری الکترونیکی بود، از دهه ۲۰۰۰ به بعد، او سازهای کلاسیک را در آثار موسیقی خود گنجانده است.
کالیکس در دوربان، آفریقای جنوبی در ۲۸ اکتبر ۱۹۶۹ به دنیا آمد او در دوربان در یک خانواده لیبرال طبقه متوسط با تبار انگلیسی و ایتالیایی بزرگ شد او در سال ۱۹۹۱ به لندن نقل مکان کرد.
کالیکس در ۲۵ مارس ۲۰۲۲ در سن 52 در خانه خود در بدفورد انگلستان در اثر خودکشی درگذشت.

## آهنگ‌شناسی

### آلبوم‌ها
- یک در یک (۲۰۰۰)
- اسکیمسکیتا (۲۰۰۳)
- چشمان در مقابل خورشید (۲۰۰۷)
- Lost Foundling 1999-2004 (2010، همکاری با مارک کلیفورد از Seefeel)
- جولیوس سزار (۲۰۱۸، به کارگردانی آنگوس جکسون برای کمپانی رویال شکسپیر)
- کوریولانوس (۲۰۱۸، به کارگردانی آنگوس جکسون برای کمپانی رویال شکسپیر)
- منشأ غایب (2021)

### آلبوم‌های چند آهنگه و تک آهنگ‌ها
- ایلانگا EP (1996)
- "Pin Skeeling" (تک) (۱۹۹۸)
- Peel Session TX 09/03/00 (2000)
- "Prickle" (تک) (۲۰۰۱)
- راهبه (۲۰۰۳)
- ۳ کمیسیون EP (2004)
- فیل در اتاق: ۳ کمیسیون (۲۰۰۸)
- "اگر پس در حالی که برای"[۸] (۲۰۱۴)
- Utopia EP (2019)